# 魔神英雄傳
《魔神英雄傳》是由SUNRISE製作的日本電視動畫，魔神英雄傳系列的第1部作品，於1988年4月15日到1989年3月31日由日本電視台播放，共45集。

## 故事
精力旺盛，就讀小學4年級的戰部渡在放學回家的路上突然被召喚到異世界神部界，成為救世主再世。神聖山脈創世山的彩虹光輝被邪惡帝王多惡達消除後，神部界正面臨毀滅的危機。只有傳說中的救世主渡能夠打倒多惡達、拯救世界。目睹人們水深火熱的模樣後，渡決定以救世主的身分挺身而戰，於是與劍術師父武一郎、忍部一族的頭領火美子，以及魔神龍神丸一同前往多惡達盤據的創世山！

## 主題曲
片頭曲「STEP」
作詞、作曲：立花瞳，編曲：志熊研，歌：a.chi-a.chi
片尾曲「a.chi-a.chi 」
作詞：伊藤皓，作曲：池毅，編曲：志熊研，歌：a.chi-a.chi　
香港版主題曲「魔神英雄傳」
主唱：鄭敬基
臺灣版中視主題曲
作詞：林家慶，主唱：中視兒童合唱團
翻唱自原版片頭曲「STEP」。

## 各話列表
| 話數 | 日文標題                               | 台灣標題                     | 大陸標題 | 劇本              | 分鏡              | 演出       | 作畫監督     |
| ---- | -------------------------------------- | ---------------------------- | -------- | ----------------- | ----------------- | ---------- | ------------ |
| 1    | 救世主は小学四年生                     | 救世主是小學四年級生         | 小救星   | 小山高生          | 井内秀治          | 福田満夫   | 蘆田豐雄     |
| 2    | ふしぎアイテムへん玉みっけ!            | 找到怪奇球了！               |          | 小山高生          | 芦田豊雄          | 日高政光   | 中村旭良     |
| 3    | クラマに御用心!                        | 小心黑間！                   |          | 小山高生          | 井内秀治          | 近藤信宏   | 服部憲知     |
| 4    | ガラガラ村の恐怖パーティ               | 加拉加拉村的恐怖晚會         |          | 井上敏樹          | 谷田部勝義        | 谷田部勝義 | 遠藤裕一     |
| 5    | ひびけ!神部の笛                        | 吹吧！神部之笛               |          | 中弘子            | 石川康夫          | 窪秀巳     | 窪秀巳       |
| 6    | アベコベさかさまヘンなとこ             | 相反逆转的奇怪地方           |          | 小山高生          | 芦田豊雄 井内秀治 | 日高政光   | 芦田豊雄     |
| 7    | オオカミ男はおマルがお好き!?           | 人狼喜歡圓形！ ？            |          | 中弘子            | 福田満夫          | 福田満夫   | 中村旭良     |
| 8    | 吸血鬼は十字架コレクター               | 吸血鬼是十字架收藏家         |          | 井上敏樹          | 香川豊            | 近藤信宏   | 服部憲知     |
| 9    | おどろき!真実の鏡探知器                | 嚇一跳！真實之鏡探測器       |          | 平野靖士          | 谷田部勝義        | 谷田部勝義 | 遠藤裕一     |
| 10   | ウッソー!ホントにこれが真実の鏡?       | 騙人！這才是真實之鏡？       |          | 小山高生          | 石川康夫          | 窪秀巳     | 窪秀巳       |
| 11   | アチアチ・メラメラ・一本勝負!          | 熾熱的一劍勝負！             |          | 中弘子            | 香川豊            | 日高政光   | 芦田豊雄     |
| 12   | マリアンネットのヤキヤキ記念日!        | 人偶的火燒紀念日！           |          | 丸尾みほ          | 福田満夫          | 福田満夫   | 中村旭良     |
| 13   | 燃える闘魂9×9=81攻撃!                  | 熾熱的鬥志 九九八十一攻擊！  |          | 平野靖士          | 尾根盛児          | 近藤信宏   | 服部憲知     |
| 14   | ヒャクニーンパワーは仙人パワー         | 百人力量就是仙人力量         |          | 高橋義昌 小山高生 | 香川豊            | 谷田部勝義 | 遠藤裕一     |
| 15   | よみがえれ!ファイアードラゴン          | 醒來吧！火龍                 |          | 高橋義昌 小山高生 | 小江戸はじめ      | 窪秀巳     | 窪秀巳       |
| 16   | 悲恋オーロラ伝説                       | 悲戀 極光傳說                |          | 中弘子            | 福田満夫          | 福田満夫   | 中村旭良     |
| 17   | 抜くに抜けない極寒の剣                 | 拔不出來的極寒之劍           |          | 丸尾みほ          | 吉永尚之          | 近藤信宏   | 渡邊浩       |
| 18   | 熱いの熱いのとんでいけー!              | 熱啊熱 飛走吧！              |          | 井上敏樹          | 日高政光          | 日高政光   | 服部憲知     |
| 19   | 龍神丸とびますとびます!                | 龍神丸 飛吧！                |          | 中弘子            | 香川豊            | 窪秀巳     | 石丸賢一     |
| 20   | 龍神丸ヒエヒエ神殿に散る!              | 龍神丸，在野野神殿消散！     |          | 高橋義昌          | 谷田部勝義        | 谷田部勝義 | 遠藤裕一     |
| 21   | 魔界プリンス虎王登場!                  | 魔界小王子虎王登場           |          | 井上敏樹          | 福田満夫          | 福田満夫   | 中村旭良     |
| 22   | 必見!龍王丸誕生                        | 降臨！龍王丸誕生             |          | 井上敏樹          | 井内秀治          | 近藤信宏   | 渡邊浩       |
| 23   | おまたせ!!幻神丸の正体                 | 久等了！幻神丸的真面目       |          | 小山高生          | 日高政光          | 日高政光   | 内山正幸     |
| 24   | 爆走!ワタルGENJIの大レース             | 爆走！渡 GENJI的大賽車       |          | 中弘子            | 吉永尚之          | 石川康夫   | 石丸賢一     |
| 25   | ミニミニワタルの大冒険                 | 迷你小渡的大冒險！           |          | 川崎裕之          | 香川豊            | 福田満夫   | 中村旭良     |
| 26   | ギョエー!あんなところに緑龍            | 哎呀！綠龍居然在這裡         |          | 高橋義昌          | 谷田部勝義        | 谷田部勝義 | 遠藤裕一     |
| 27   | ヨカッタネでよかったね                 | 許願之種，真是太好了         |          | 小山高生          | 高橋資祐          | 近藤信宏   | 渡邊浩       |
| 28   | 魔法でウッフン!シバラク先生            | 用魔法“嗚呼”的武一郎老師     |          | 中弘子            | 吉永尚之          | 窪秀巳     | 石丸賢一     |
| 29   | 変身!ワタルのわんわん物語              | 變身！小渡的小狗物語         |          | 高橋義昌          | 福田満夫          | 福田満夫   | 中村旭良     |
| 30   | 魔神墓場のゴースト軍団                 | 魔神墓場的鬼魂軍團           |          | 川崎裕之 小山高生 | 日高政光          | 日高政光   | 内山正幸     |
| 31   | ヒミコの子守り大作戦!                  | 火美子的育兒大作戰！         |          | 鹿島典夫          | 谷田部勝義        | 谷田部勝義 | 遠藤裕一     |
| 32   | 最強魔法使いアラ・ビアンの逆襲!        | 最強魔法師 亞林比亞的逆襲！  |          | 井上敏樹          | 香川豊            | 石川康夫   | 石丸賢一     |
| 33   | あまいお誘い恐怖の魔道門               | 甜蜜的誘惑 恐怖的魔道門      |          | 川崎裕之          | 香川豊            | 近藤信宏   | 渡邊浩       |
| 34   | 難問、珍問魔風門!                      | 難題、怪題、魔風門！         |          | 小山高生          | 高橋資祐          | 福田満夫   | 中村旭良     |
| 35   | 天まで昇れ!魔天門                      | 升到天上去！魔天門           |          | 高橋義昌          | 日高政光          | 日高政光   | 松下浩美     |
| 36   | よい子?悪い子?魔界門                   | 好孩子？壞孩子？魔界門       |          | 中弘子            | 香川豊            | 窪秀巳     | 石丸賢一     |
| 37   | ワタルとヒミコのアチアチアドベンチャー | 小渡和火美子的熾熱大冒險     |          | 井内秀治          | 河本昇悟 井内秀治 | 河本昇悟   | 土器手真由美 |
| 38   | 華麗!!怪傑ゾロリ参上                   | 華麗！怪傑佐羅尼登場         |          | 高橋義昌          | 谷田部勝義        | 谷田部勝義 | 遠藤裕一     |
| 39   | 虎王は宿命のライバル                   | 虎王是宿命的敵人             |          | 川崎裕之          | 芦田豊雄          | 近藤信宏   | 松下浩美     |
| 40   | 激突!龍王丸対邪虎丸                    | 激突！龍王丸VS邪虎丸         |          | 井上敏樹          | 福田満夫          | 福田満夫   | 只野和子     |
| 41   | 出現!恐怖の魔神殿                      | 出現！恐怖的魔神殿           |          | 中弘子            | 高橋資祐          | 日高政光   | 中村旭良     |
| 42   | 戦えワタル!!魔神殿の攻防               | 戰鬥吧 小渡！ ！魔神殿的攻防 |          | 高橋義昌          | 日高政光          | 石川康夫   | 石丸賢一     |
| 43   | 決戦!ドアクダー対ワタル                | 決戰！多惡達VS小渡           |          | 小山高生          | 香川豊            | 香川豊     | 遠藤裕一     |
| 44   | 輝け!創界山の虹                        | 閃光！創界山的彩虹           |          | 小山高生          | 高橋資祐          | 近藤信宏   | 中村旭良     |
| 45   | 春だ祭だモンジャ村                     | 麾沙村的春祭                 |          | 高橋義昌          | 河本昇悟 近藤信宏 | 河本昇悟   | 内山正幸     |

## 製作人員
- 企劃：SUNRISE
- 原作：矢立肇
- 總監督：井内秀治
- 劇本統籌：小山高生
- 人物設定：蘆田豐雄
- 機械設定：中澤數宣
- 美術監督：池田繁美
- 撮影監督：奥井敦
- 編輯：布施由美子
- 音響監督：藤野貞義
- 音響制作：千田啓子
- 音樂：兼崎順一、門倉聡
- 製作人：武井英彦、伊藤響、佐川祐子、吉井孝幸
- 企劃制作：日本電視台
- 製作：ASATSU、SUNRISE

## 外部連結
- 官方網站 （页面存档备份，存于）（日語）
- 作品介紹 （页面存档备份，存于）SUNRISE（日語）